# Poříčí (Přibyslav)
Poříčí (německy Porschitsch) je malá vesnice, část města Přibyslav v okrese Havlíčkův Brod. Nachází se asi 1,5 km na jihovýchod od Přibyslavi. Žije zde přibližně 90 obyvatel.
První písemná zmínka o osadě je z listiny připojující obec k polenskému panství z roku 1356.

## Historie
V 19. století byla obec přidružena k Nížkovu. Dnes je částí Přibyslavi. Ze záznamů zemského archivu v roce 1675 žili v tehdejší osadě tři usedlíci a jeden chalupník. Tehdy v Poříčí stával mlýn. Před válkou zde bývala cementárna, výrobna kostní moučky a ruční škrobárna bramborů. V Poříčí rostla památná lípa, jejíž stáří se odhadovalo na 150 až 200 let.
Po roce 1850 bylo Poříčí součástí obce Volešná. Někdy mezi lety 1900-10 se osamostatnilo a jako samostatná obec bylo až do roku 1976, kdy se od 30. dubna stalo součástí města Přibyslav

## Obyvatelstvo

### Struktura
Vývoj počtu obyvatel za části obce Poříčí uvádí tabulka níže.
| Rok    | Rok      | 1869 | 1880 | 1890 | 1900 | 1910 | 1921 | 1930 | 1950 | 1961 | 1970 | 1980 | 1991 | 2001 | 2011 |
| ------ | -------- | ---- | ---- | ---- | ---- | ---- | ---- | ---- | ---- | ---- | ---- | ---- | ---- | ---- | ---- |
| Poříčí | obyvatel | 140  | 152  | 157  | 151  | 169  | 174  | 153  | 151  | 166  | 142  | 124  | 99   | 91   | 94   |
| Poříčí | domů     | 18   | 18   | 19   | 20   | 20   | 21   | 23   | 30   | 33   | 34   | 34   | 36   | 36   | 39   |

## Fotogalerie

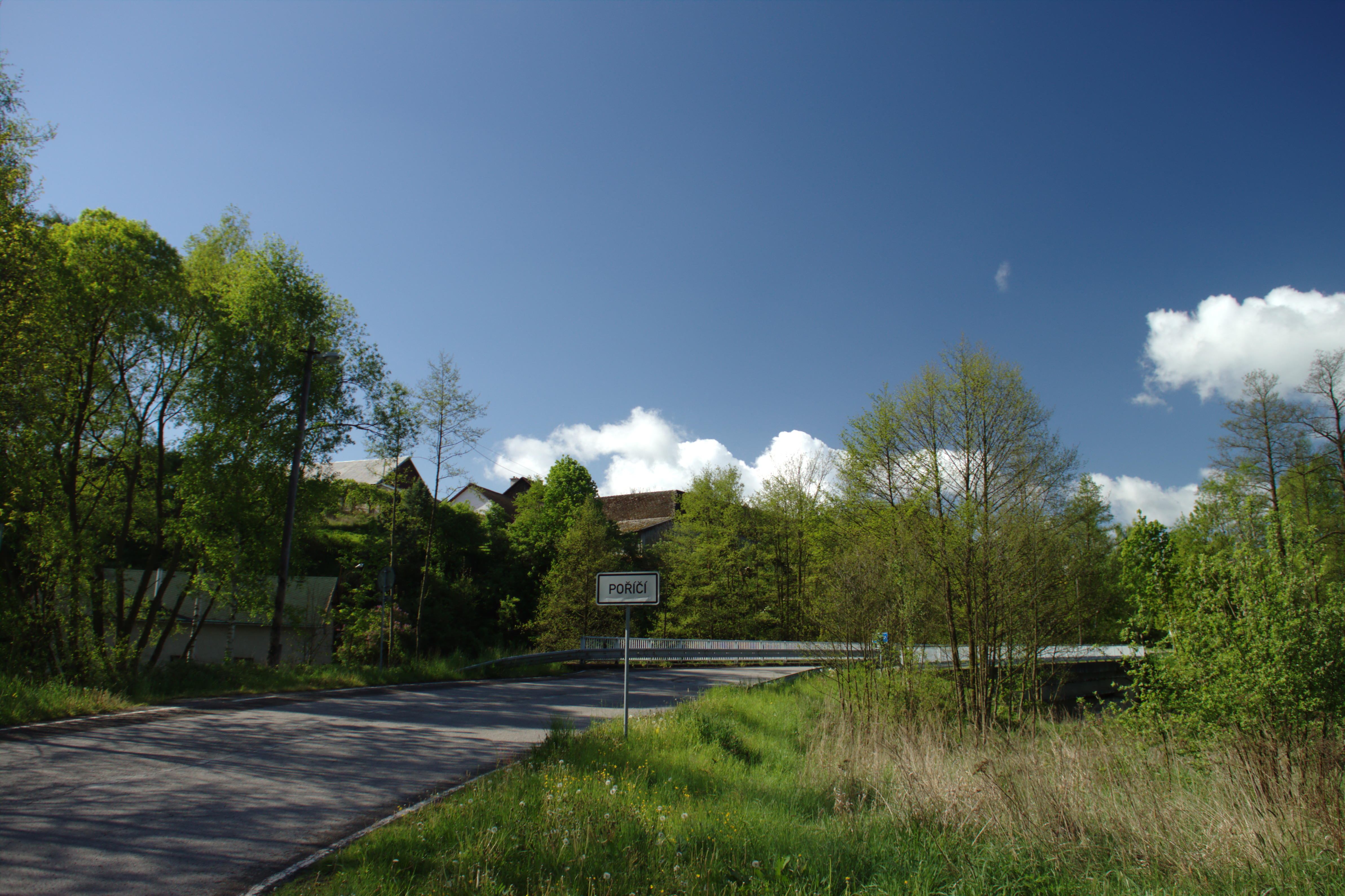
Příjezd do obce
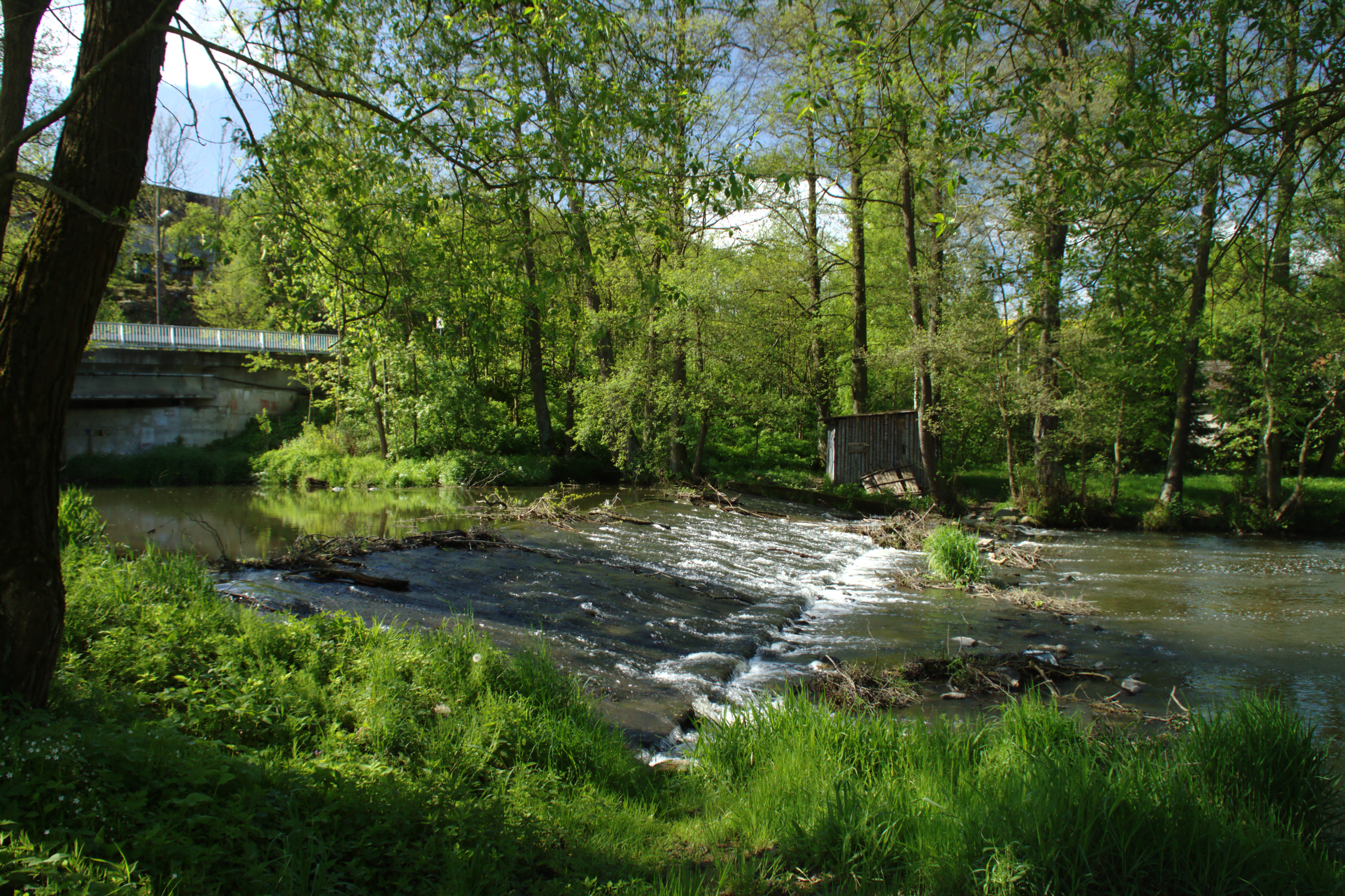
Řeka Sázava
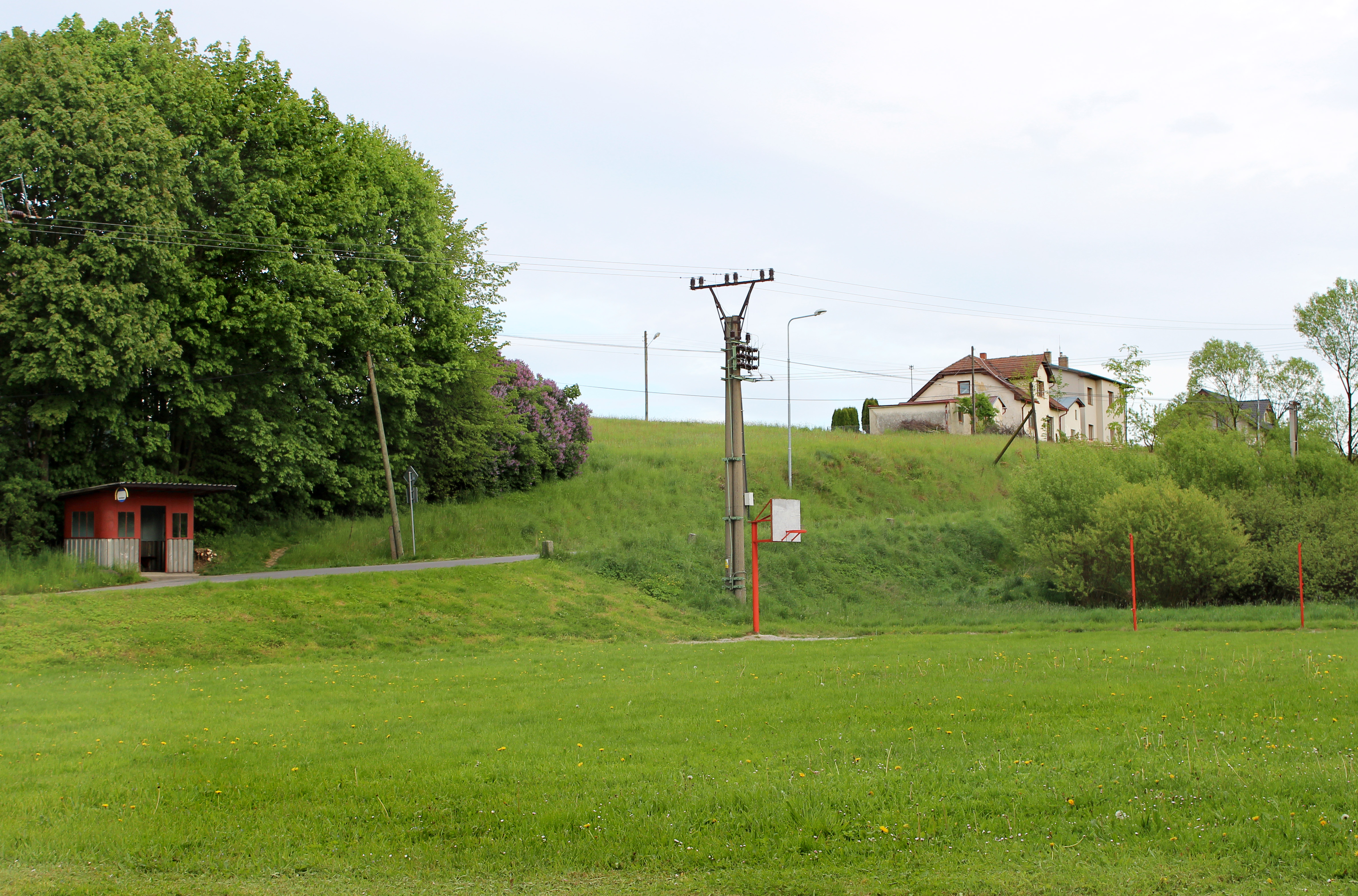
Jižní část
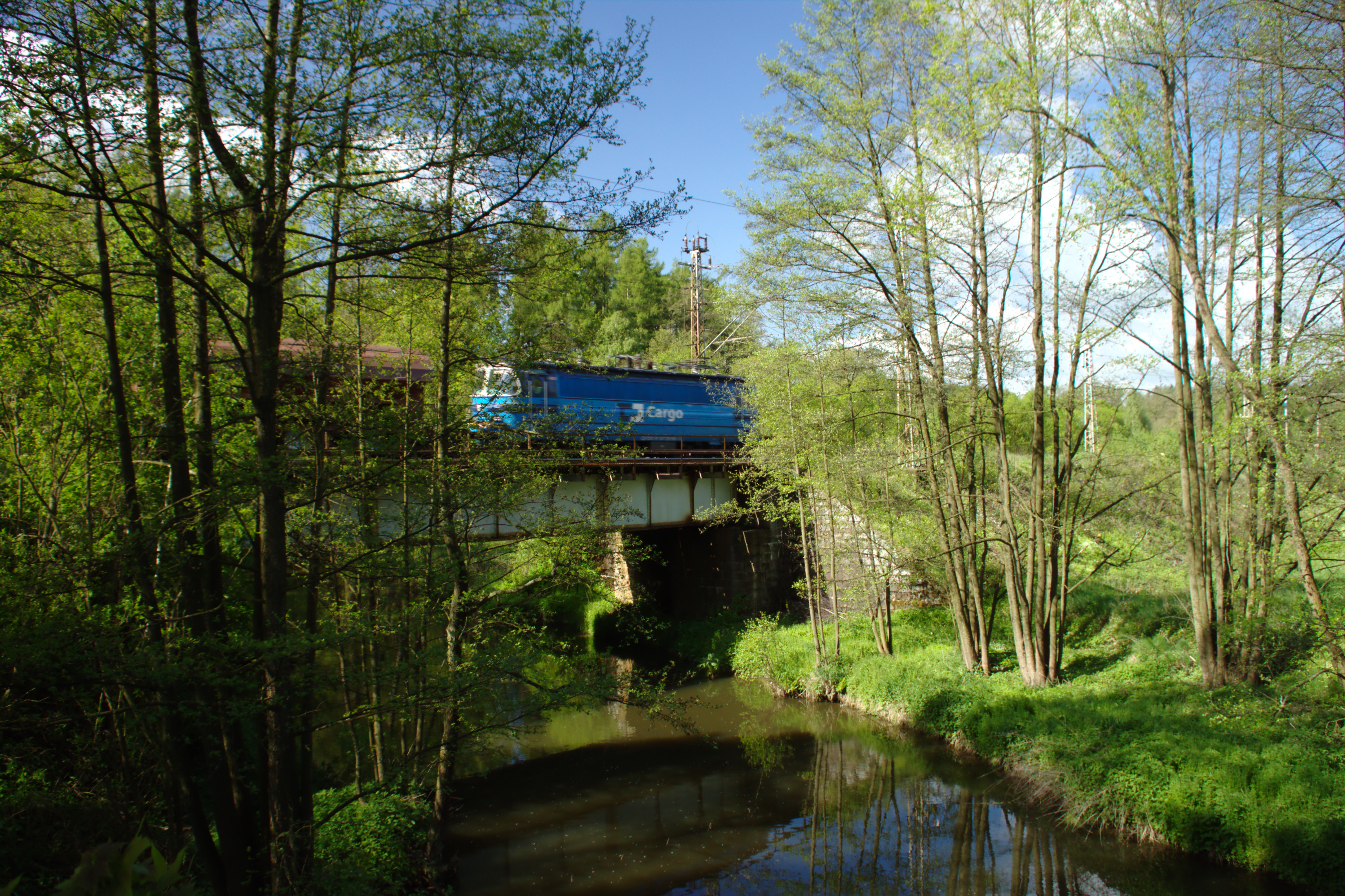
Železniční most přes řeku